# Liste des Fables de La Fontaine
Cet article contient une liste des 249 fables de Jean de La Fontaine.
- Haut – A
- B
- C
- D
- E
- F
- G
- H
- I
- J
- K
- L
- M
- N
- O
- P
- Q
- R
- S
- T
- U
- V
- W
- X
- Y
- Z

## A
- À Madame de Montespan
- À Monseigneur le Dauphin
- L'Aigle et l'Escarbot
- L'Aigle et la Pie
- L'Aigle et le Hibou
- L'Aigle, la Laie et la Chatte
- L'Alouette et ses petits, avec le Maître d'un champ
- L'Amour et la Folie
- L'Âne chargé d'éponges et l'Âne chargé de sel
- L'Âne et le Chien
- L'Âne et le Petit Chien
- L'Âne et ses maîtres
- L'Âne portant des reliques
- L'Âne vêtu de la peau du lion
- Un animal dans la Lune
- Les Animaux malades de la peste
- L'Araignée et l'Hirondelle
- L'Astrologue qui se laisse tomber dans un puits
- L'Avantage de la science
- L'Avare qui a perdu son trésor

(20 fables)

## B
- Le Bassa et le Marchand
- La Belette entrée dans un grenier
- Belphégor
- Le Berger et la Mer
- Le Berger et le Roi
- Le Berger et son troupeau
- La Besace
- Le Bûcheron et Mercure

(8 fables)

## C
- Le Cerf et la Vigne
- Le Cerf se voyant dans l'eau
- Le Cerf malade
- Le Chameau et les Bâtons flottants
- Le Charlatan
- Le Chartier embourbé
- Le Chat et un vieux rat
- Le Chat et les Deux Moineaux
- Le Chat et le Renard
- Le Chat et le Rat

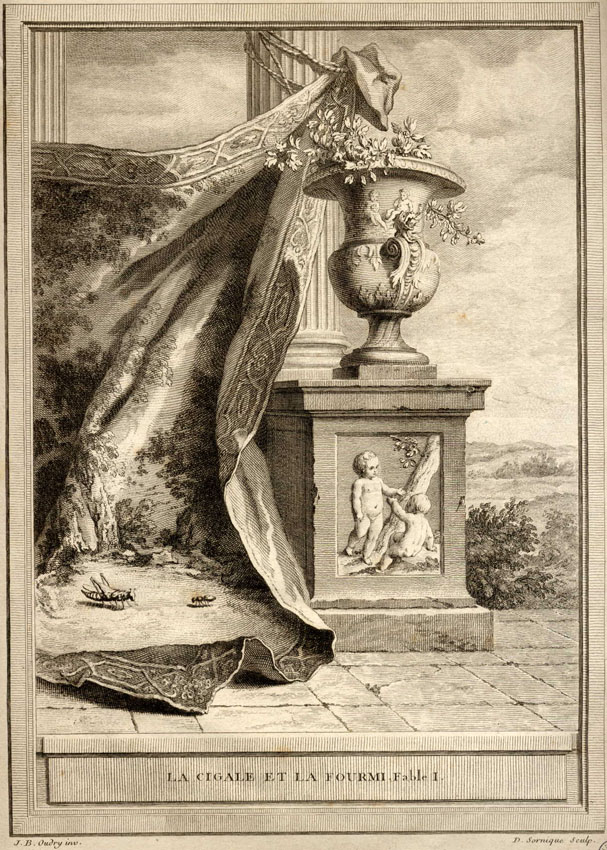
Illustration pour La Cigale et la Fourmi. Gravure du XVIIIe siècle

- Le Chat, la Belette et le Petit Lapin
- La Chatte métamorphosée en femme
- La Chauve-souris et les Deux Belettes
- La Chauve-souris, le Buisson et le Canard
- Le Chêne et le Roseau
- Le Cheval et l'Âne
- Le Cheval et le Loup
- Le Cheval s'étant voulu venger du cerf
- Le Chien à qui on a coupé les oreilles
- Le Chien qui lâche sa proie pour l'ombre
- Le Chien qui porte à son cou le dîné de son maître
- Le Cierge
- La Cigale et la Fourmi
- Le Coche et la Mouche
- Le Cochet, le Chat et le Souriceau
- Le Cochon, la Chèvre et le Mouton
- La Colombe et la Fourmi
- Le Combat des Rats et des Belettes
- Les Compagnons d'Ulysse
- Conseil tenu par les rats
- Contre ceux qui ont le goût difficile
- Le Coq et la Perle
- Le Coq et le Renard
- Le Corbeau et le Renard
- Le Corbeau voulant imiter l'aigle
- Le Corbeau, la Gazelle, la Tortue et le Rat
- La Cour du lion
- Le Curé et le Mort
- Le Cygne et le Cuisinier

(39 fables)

## D
- Daphnis et Alcimadure
- Démocrite et les Abdéritains
- Le Dépositaire infidèle
- Les Deux Amis
- Les Deux Aventuriers et le Talisman
- Les Deux Chèvres
- Les Deux Chiens et l'Âne mort
- Les Deux Coqs
- Les Deux Mulets
- Les Deux Perroquets, le Roi et son fils
- Les Deux Pigeons
- Les Deux Rats, le Renard et l'Œuf
- Les Deux Taureaux et une grenouille
- Les Devineresses
- Les Dieux voulant instruire un fils de Jupiter
- La Discorde
- Le Dragon à plusieurs têtes et le Dragon à plusieurs queues
- Les Discours à Monsieur le Duc de La Rochefoucauld
- Discours à Madame de La Sablière

(19 fables)

## E
- L'Écolier, le Pédant et le Maître d'un jardin
- L'Écrevisse et sa fille
- L'Éléphant et le Singe de Jupiter
- L'Enfant et le Maître d'école
- L'Enfouisseur et son compère
- L'Éducation

(6 fables)

## F
- Le Faucon et le Chapon
- La Femme noyée
- Les Femmes et le Secret
- Le Fermier, le Chien et le Renard
- La Fille
- Les Filles de Minée
- La Forêt et le Bûcheron
- La Fortune et le Jeune Enfant
- Un fou et un sage
- Le Fou qui vend la sagesse
- Les Frelons et les Mouches à miel

(11 fables)

## G
- Le Geai paré des plumes du paon
- La Génisse, la Chèvre, et la Brebis, en société avec le Lion
- Le Gland et la Citrouille
- La Goutte et l'Araignée
- La Grenouille et le Rat
- La Grenouille qui se veut faire aussi grosse que le bœuf
- Les Grenouilles qui demandent un Roi

(7 fables)

## H
- Le Héron
- L'Hirondelle et les Petits Oiseaux
- L'Homme entre deux âges et ses deux maîtresses
- L'Homme et l'Idole de bois
- L'Homme et la Couleuvre
- L'Homme et la Puce
- L'Homme et son image
- L'Homme qui court après la fortune et l'Homme qui l'attend dans son lit
- L'Horoscope
- L'Huître et les Plaideurs

(10 fables)

## I
- L'Ingratitude et l'Injustice des Hommes envers la Fortune
- L'Ivrogne et sa femme

(2 fables)

## J
- Le Jardinier et son Seigneur
- La Jeune Veuve
- Le Juge arbitre, l'Hospitalier et le Solitaire
- Jupiter et le Métayer
- Jupiter et le Passager
- Jupiter et les Tonnerres

(6 fables)

## L
- Le Laboureur et ses enfants
- La Laitière et le pot au lait
- La Lice et sa compagne
- Le Lièvre et la Perdrix
- Le Lièvre et la Tortue
- Le Lièvre et les Grenouilles
- La Ligue des rats
- Le Lion
- Le Lion abattu par l'Homme
- Le Lion amoureux
- Le Lion devenu vieux
- Le Lion et l'Âne chassant
- Le Lion et le Chasseur
- Le Lion et le Moucheron
- Le Lion et le Rat
- Le Lion, le Singe et les Deux Ânes
- Le Lion malade et le Renard
- Le Lion s'en allant en guerre
- Le Lion, le Loup et le Renard
- La Lionne et l'Ourse
- Le Loup devenu berger
- Le Loup et l'Agneau
- Le Loup et la Cigogne
- Le Loup et le Chasseur
- Le Loup et le Chien
- Le Loup et le Chien maigre

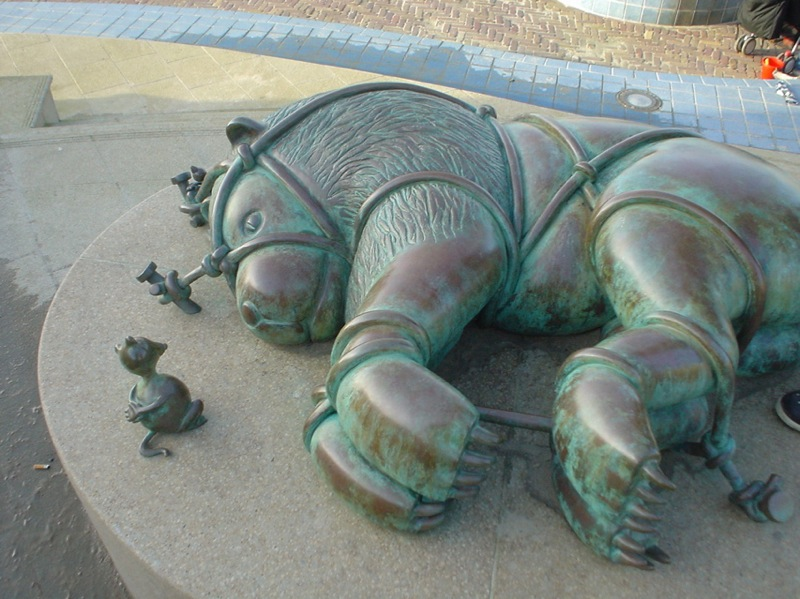
Sculpture sur le thème de la fable Le Lion et le Rat

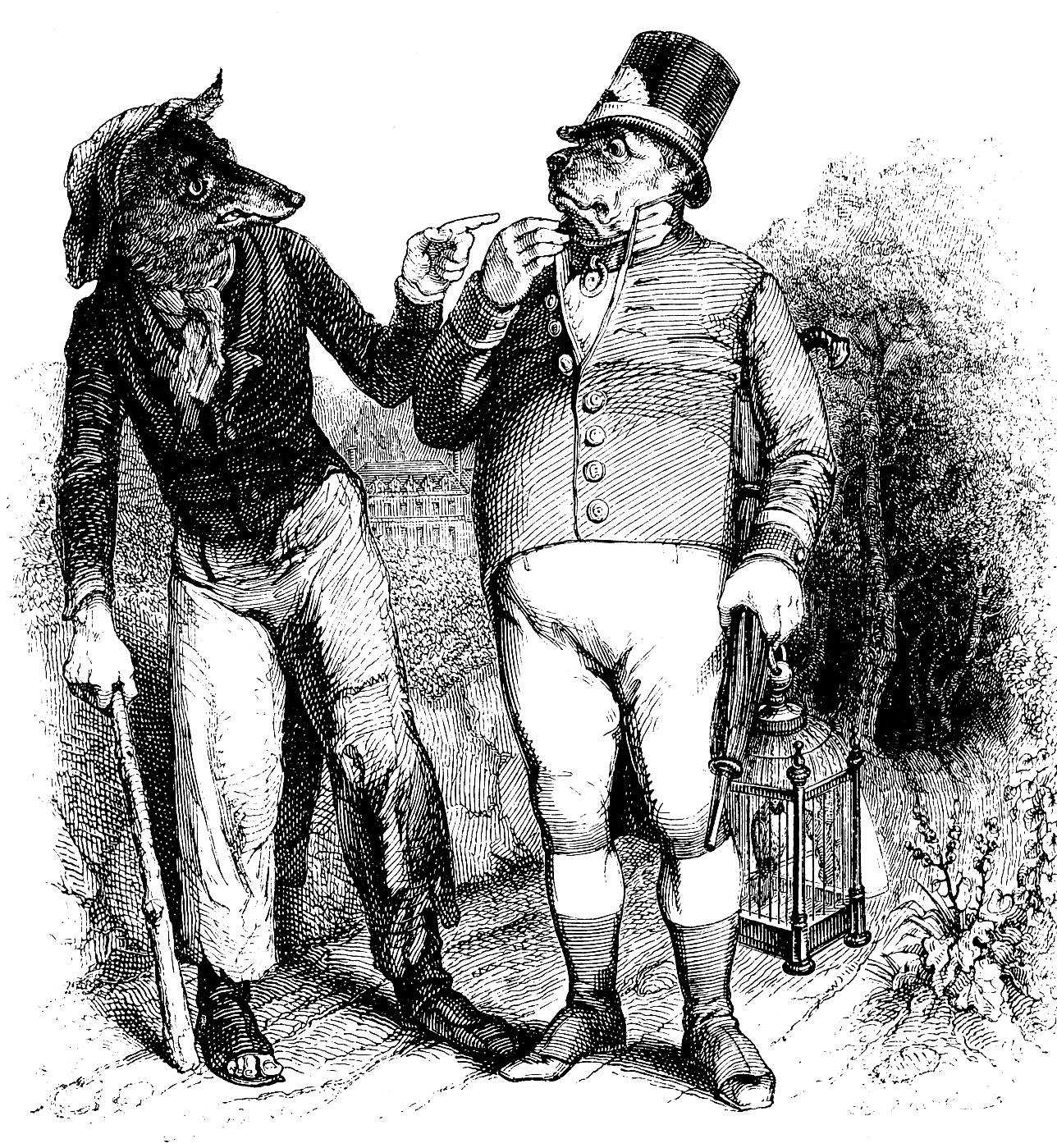
Illustration de J.-J. Grandville pour Le Loup et le Chien

- Le Loup et le Renard (sixième fable du livre XI)
- Le Loup et le Renard (neuvième fable du livre XII)
- Le Loup et les Bergers
- Le Loup, la Chèvre et le Chevreau
- Le Loup, la Mère et l'Enfant
- Le Loup plaidant contre le renard par-devant le singe
- Les Loups et les Brebis

(33 fables)

## M
- Le Mal Marié
- Le Marchand, le Gentilhomme, le Pâtre et le Fils de Roi
- Le Mari, la Femme et le Voleur
- La Matrone d'Éphèse
- Les Médecins
- Les Membres et l'Estomac
- Le Meunier, son Fils et l'Âne
- Le Milan et le Rossignol
- Le Milan, le Roi et le Chasseur
- La Montagne qui accouche
- La Mort et le Bûcheron
- La Mort et le Malheureux
- La Mort et le Mourant
- La Mouche et la Fourmi
- Le Mulet se vantant de sa généalogie

(15 fables)

## O
- Les Obsèques de la lionne
- L'Œil du Maître
- L'Oiseau blessé d'une flèche
- L'Oiseleur, l'Autour, et l'Alouette
- L'Oracle et l'Impie
- Les Oreilles du Lièvre
- L'Ours et l'Amateur des jardins
- L'Ours et les Deux Compagnons

(8 fables)

## P
- Le Paon se plaignant à Junon
- Parole de Socrate
- Le Pâtre et le Lion
- Le Paysan du Danube
- La Perdrix et les Coqs
- Le Petit Poisson et le Pêcheur
- Phébus et Borée
- Philémon et Baucis
- Philomèle et Progné
- Le Philosophe Scythe
- Les Poissons et le Berger qui joue de la flûte
- Les Poissons et le Cormoran
- Le Pot de terre et le Pot de fer
- La Poule aux œufs d'or
- Le Pouvoir des fables

(15 fables)

## Q
- La Querelle des chiens et des chats, et celle des chats et des souris

(1 fable)

## R
- Le Rat de ville et le Rat des champs
- Le Rat et l'Éléphant
- Le Rat et l'Huître
- Le Rat qui s'est retiré du monde
- Le Renard anglais
- Le Renard ayant la queue coupée
- Le Renard et la Cigogne
- Le Renard et le Bouc
- Le Renard et le Buste
- Le Renard et les Poulets d'Inde
- Le Renard et les Raisins
- Le Renard, le Singe et les Animaux
- Le Renard, les Mouches et le Hérisson
- Le Renard, le Loup et le Cheval
- Le Renard et l'Écureuil[1] : cette fable ne fut imprimée pour la 1re fois qu'en 1861
- Rien de trop
- Le Rieur et les Poissons

(17 fables)

## S
- Le Satyre et le Passant
- Le Savetier et le Financier
- Le Serpent et la Lime
- Simonide préservé par les dieux
- Le Singe
- Le Singe et le Chat
- Le Singe et le Dauphin
- Le Singe et le Léopard
- Le Soleil et les Grenouilles
- Le Soleil et les Grenouilles (1668)
- Le Soleil et les Grenouilles (1692)
- Le Songe d'un habitant du Mogol
- Les Souhaits
- Les Souris et le Chat-Huant
- La Souris métamorphosée en fille
- Le Statuaire et la Statue de Jupiter

(16 fables)

## T
- Testament expliqué par Ésope
- La Tête et la Queue du serpent
- Du thésauriseur et du singe
- Tircis et Amarante
- Le Torrent et la Rivière
- La Tortue et les Deux Canards
- Le Trésor et les Deux Hommes
- Tribut envoyé par les Animaux à Alexandre

(8 fables)

## V
- Les Vautours et les Pigeons
- Le Vieillard et l'Âne
- Le Vieillard et les Trois Jeunes Hommes
- Le Vieillard et ses enfants
- La Vieille et les Deux Servantes
- Le Vieux Chat et la Jeune Souris
- Le Villageois et le Serpent
- Les Voleurs et l'Âne

(8 fables)